# Liste der Bodendenkmale in Schwarzbach (Lausitz)
In der Liste der Bodendenkmale in Schwarzbach sind alle Bodendenkmale der brandenburgischen Gemeinde Schwarzbach und ihrer Ortsteile aufgelistet. Grundlage ist die Veröffentlichung der Landesdenkmalliste mit dem Stand vom 31. Dezember 2020.
Die Baudenkmale sind in der Liste der Baudenkmale in Schwarzbach (Lausitz) aufgeführt.
|   | Gemarkung          | Flur  | Kurzansprache                                      | Bodendenkmalnummer | Bemerkung | Bild |
| - | ------------------ | ----- | -------------------------------------------------- | ------------------ | --------- | ---- |
| 1 | Biehlen (Lage)     | 1, 3  | Dorfkern deutsches Mittelalter, Dorfkern Neuzeit   | 80042              |           |      |
| 2 | Schwarzbach (Lage) | 5     | Turmhügel deutsches Mittelalter, Turmhügel Neuzeit | 80216              |           |      |
| 2 | Schwarzbach (Lage) | 4, 55 | Dorfkern deutsches Mittelalter, Dorfkern Neuzeit   | 80426              |           |      |